# Ramón Sáez de Adana Alonso
Ramón Sáez de Adana Alonso fue un músico nacido en Vitoria, Álava, España el 31 de agosto de 1879 y fallecido en Santander, Cantabria, España el 2 de septiembre de 1958. Padre del también músico Ramón Sáez de Adana Lauzurica (1916-1999).

## Biografía
Estudia música en Vitoria con Francisco Pérez de Viñaspre y en Barcelona con Enrique Morera. Se traslada a Castro Urdiales en 1902. Desde entonces está vinculado a Cantabria.
Director de la Banda Municipal y la Sociedad Coral. Funda la Academia Musical del Círculo Católico y un intento de Orquesta Sinfónica. En esa Academia gratuita estudia Ataúlfo Argenta (1913-1958). En 1921 se traslada a Santander donde dirige la Banda Municipal hasta 1951. Funda la Coral de Santander y una Escuela de música, asumida por la Diputación en 1929 y luego Conservatorio de Música “Jesús de Monasterio”. Trabajó con el Coro de Marineros del Ministerio de Marina y la Banda de Música de Infantería de Marina.
Medalla al Trabajo el 10 de noviembre de 1947. Hijo Adoptivo de Santander el 26 de junio de 1953.

## Obra
- Rapsodia montañesa
- El Molondrón
- Canto del Dalle
- Agüe
- La Cabaña
- Quítate de la esquina
- Eres alta y delgada